# Keene (Nova Hampshire)
Keene é uma cidade localizada no Estado americano de Nova Hampshire, mais concretamente no Condado de Cheshire, do qual constitui a sede.
Em 2010, apresentava uma população de 23 409 habitantes, de acordo com um censo realizado nesse ano.

É sede de duas universidade, Keene State College e Antioch University New England. Realiza-se aqui o Festival anual de Música de Keene, frequentado por 24.000 hippies.

## História
Keene foi fundada em 1736. Foi atacada e incendiada durante a Guerra Franco-Indígena, ocorrida entre 1754 e 1763.
Tem sido sede de condado desde 1769, ano em que Nova Hampshire foi dividida em condados.